# Imouzzer Marmoucha
Pour les articles homonymes, voir Imouzzer (homonymie).
Imouzzer Marmoucha (en arabe : إموزار مرموشة, transcription : Immūzār Marmūšah) est une ville du Maroc. Elle est située dans la région de Fès-Meknès.

## Géographie

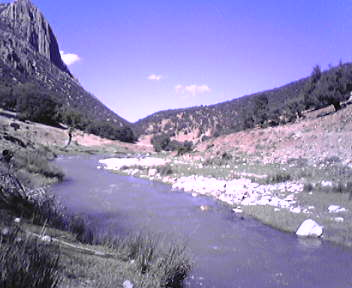
Paysage séduisant d'Immouzer Marmoucha près de Tahmamoucht-Ait Tmama

Imouzzer Marmoucha est située à 1 713 m d'altitude, à l'extrémité du Moyen Atlas, du côté de Taza (latitude : 33° 28' 37 N, longitude : 4° 17' 44 W).
La région est connue pour ses paysages, ses immenses forêts, ses montagnes de moyenne et de haute altitude. La complexité du relief fait qu'Immouzer Marmoucha est devenue une zone de prédilection pour les randonneurs et les amoureux de la montagne.
Les habitants sont majoritairement des Amazighs appartenant à la grande tribu des Marmouchas (Imermouchen en berbère), les sous-tribus étant : Ait Bazza, Ait Messaâd, Ait Al Mane, Ait Youb, Ait Lahcen, Ait Benaissa et Ait Smah, Ait Makhlouf, Ait Mioune, Ait El azz, Ait Hssain, Issiboutan, Imjrane....... tribus Amazighophone.

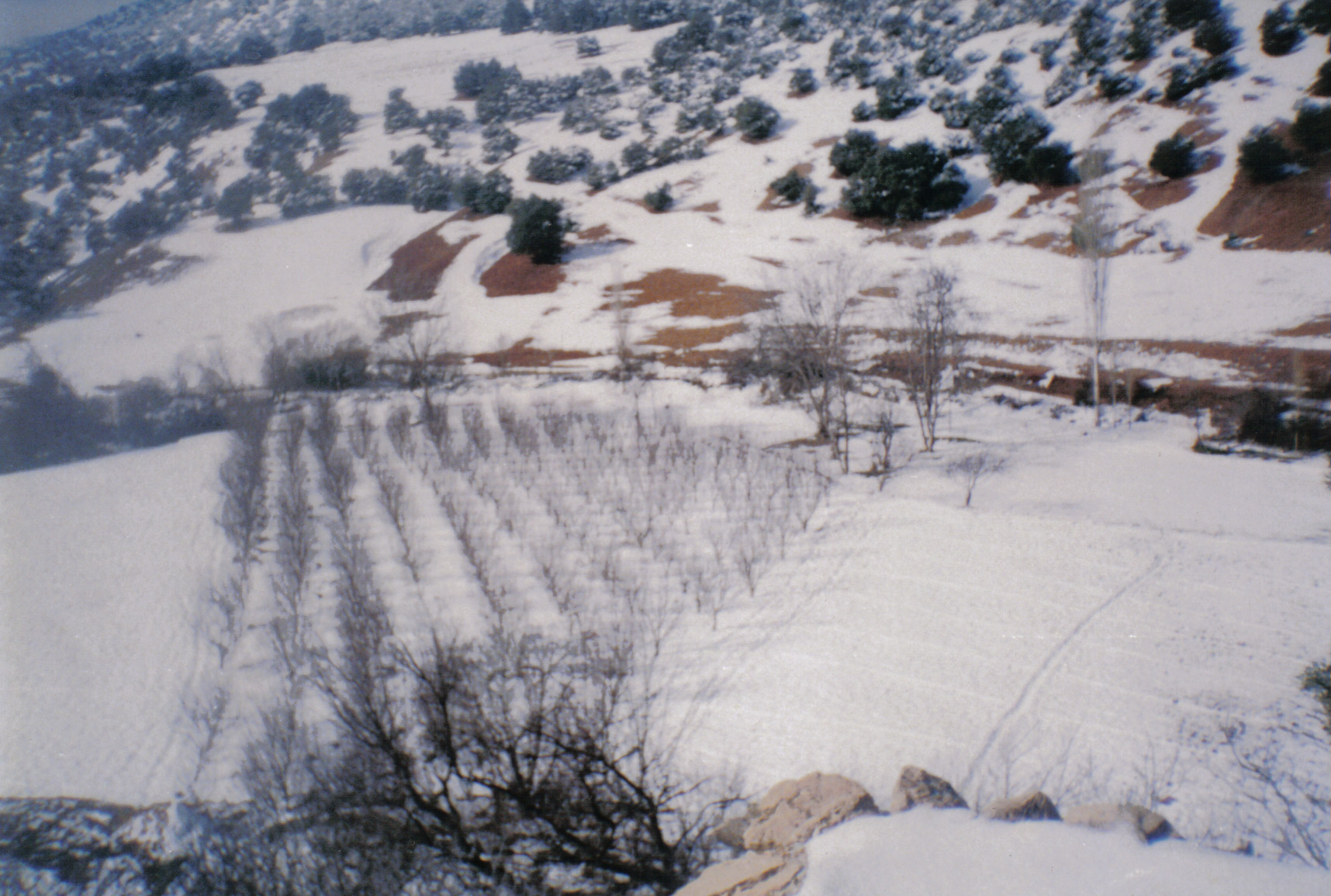
Ferme de pommiers à Tahmamoucht en hiver

À quelques kilomètres d'Immouzer Marmoucha se dresse le mont Bou Iblane, deuxième plus haut sommet du Moyen Atlas, véritable rempart d'une beauté exceptionnelle, où on trouvait jadis des neiges permanentes.
La région d'Immouzer Marmoucha est montagneuse, de type préalpin, caractéristique du Moyen Atlas, unique par : ses forêts de chênes, de cèdres (dont la plus importante est la cédraie de Talzemt) et d'autres espèces d'arbres endémiques. À l'écotourisme, et outre les forêts, la région offre d'autres potentialités hydrologiques et archéologiques dans un contexte montagneux de moyenne et de haute altitude. La complexité du relief fait qu'Immouzer Marmoucha est devenue une zone de prédilection pour les randonneurs et les amoureux de la montagne, et ceci n'a été possible que grâce aux efforts individuels des populations locales.

## Histoire
Le 1er octobre 1955, c'est dans cette région que débutent les opérations militaires de l'armée de libération qui conduiront à l'indépendance du Maroc.

## Répartition administrative
Imouzzer Marmoucha est une Pachalik composée administrativement de quatre caidats : Aït El Mane (Quatre douars :Ait Atmane-Ikabliine-Ait Lafdil-Iaaboutn), Aït Bazza, Almis Marmoucha et Talzemt.

## Toponymie et étymologie
Imouzzar Marmoucha est dérivée d'imouzzar imermouchen:
- imouzzar veut dire cascades en berbère;
- imermouchen : pluriel de amermouch: qui est composé de « am » et « armoucht » : du verbe irmech: écraser. Imermouchen veut donc dire les « écraseurs » qui prend ici le sens de « dictateurs ». Une autre version du nom « Marmoucha » est : « mar » (مر) passage, « mouchat » (مشاة) « infanterie », puisqu'il est accessible pour le passage des armées vers l'Oriental[réf. nécessaire].

## Climat
Le climat de cette région est très froid pendant l'hiver mais la température augmente lorsqu'on arrive au mois de mai (entre 25 et 35 °C en mois d'août).
L'hiver se distingue par un froid rigide, la moyenne des températures pour le mois le plus froid (janvier) indique 0,2 °C à Imouzzer. Durant l'été, la moyenne des températures pour le mois le plus chaud (juillet) est de plus 30,8 °C à Imouzzer Marmoucha.

## Hydrologie
La région d'Immouzer Marmoucha possède un système hydrologique complexe formé en partie par des oueds secs et des sources qui pendant la période des crues participent partiellement à la formation de la rivière de Sebou dont le bassin couvre une superficie de 40 000 km2, en forme de cuvette, limitée par le Taza au nord, le boulmane au sud, Missour à l'est et la province de sefrou à l'ouest. Ce bassin irrigue la plaine de Saïss (Meknes-Fès)et le Gharb.

## Paléontologie

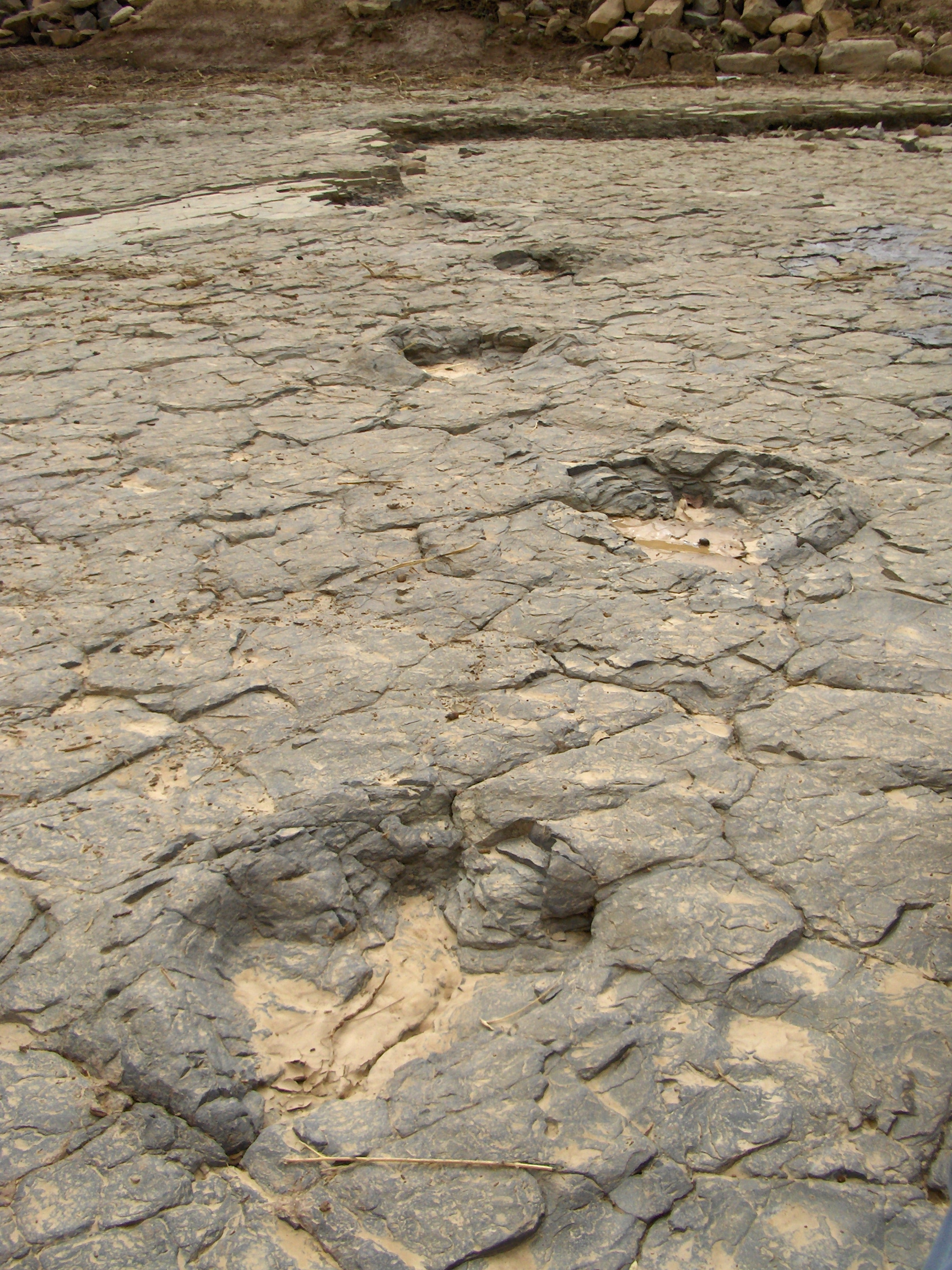
Empreintes d'iguanodon

La région d'Almis-Marmoucha est connue par l'existence d'empreintes de pas du prestigieux dinosaure iguanodon qui s'étalent sur une surface de 5 hectares, dans la vallée dite « des dinosaures ». Ce décor magique, d'une rareté unique, rappelle qu'il y a 150 millions d'années les dinosaures vivaient dans cette contrée du monde. Ce site est situé à 12 kilomètres du village Sarghina (douar Taghzoute El Mers).
Le site d'Mesklate - Aït Bazza, à 6 km d'Imouzzer Marmoucha, comporte de nombreux restes d'ossements de plusieurs variétés de dinosaures qui ont été découverts à plusieurs endroits.

## Culture
La ville est renommée pour son festival national de chants populaires.

### Source
Paléontologie
- « Mesklate - Aït Bazza (Imouzzer Marmoucha) », sur prehistoire-du-maroc.com (consulté le 31 mai 2023)
- http://www.bladi.net/maroc-nouvelles-regions,41159.html Maroc : voici les 12 nouvelles régions